# كيت ليويلين
كيت ليويلين (بالإنجليزية: Kate Llewellyn)‏ (15 يناير 1936، خليج تومبي في أستراليا)؛ كاتِبة وشاعرة أسترالية. درست في جامعة أديلايد.